# Антоније Печерски
Антоније Печерски (рус. Антоний Печерский; Љубеч, 983 — Кијев, 7. мај 1073) руски је православни светитељ. У Руској православној цркви сматра се оснивачем и оцем монаштва у Русији.

## Биографија
Рођен у је малом месту Љубеч близу Чернигова. Световно име му је било Антипа. Рано је напустио Русију. Отишао је у Свету гору, где се замонашио и подвизавао у манастиру Есфигмену, односно у испосници изнад манастира.
Године 1028. вратио се у Русију где је живао животом пустињака у пећини на планини Берестово.
Његов аскетски живот привукао доста хришћана који су следећи његов пут прихватили монаштво и пустињаштво. Тако је на том месту створена чувена Кијевско-печерска лавра. Када је број монаха достигао 12 људи, ископана је дубље пећина, и у њој саграђена црква, трпезарија и одвојене монашке келије. Након тога, Антоније се повукао се из манастира и отишао поново у шуму. Око њега су поново почели да се насељавају монаси. Тако је уз благослов Антонија изграђен на планини први дрвени храм Успења Пресвете Богородице.
Свети Антоније Печерски је умро 7. маја 1073. године, у својој 90. години живота.
Православна црква прославља светог Антонија Печерског 10. јула по јулијанском календару.